# 硫代乙酰丙酮
硫代乙酰丙酮是一种有机化合物，化学式为C5H8OS。它可由乙酰丙酮和硫化氢在乙腈中反应制得，或由丙酮、硫代乙酸-O-乙酯和叔丁基锂在乙醚中反应得到。也有文献报道了[2-(二甲基氯硅基)-1-乙基-1-丙烯-1-基]乙基氯化硼和硫化物反应，得到4,5-二乙基-2,2,3-三甲基-1-硫杂-2-硅杂-5-硼杂环戊-3-烯为硫化试剂，将乙酰丙酮硫化的反应。

## 反应
硫代乙酰丙酮和三乙基氯化硅（或三乙基溴化锗）在三乙胺存在下反应，可以得到4-三乙基硅硫基-3-戊烯-2-酮（或4-三乙基锗硫基-3-戊烯-2-酮）。它和乙酰丙酮一样，可以和金属形成配位化合物。